# Александров, Александр Константинович
Алекса́ндр Константи́нович Алекса́ндров (7 декабря [19 декабря] 1885, Москва — 16 июня 1937) — советский военачальник.

## Молодые годы
Член Коммунистической партии 1904—1928 гг. В 1905—1917 гг. активный участник революционного движения в России, вёл агитационно-пропагандистскую работу. Учился в Казанском и Московском университетах.

## Революционные годы
После Февральской революции член комитета партии и президиума Совета Пресненского района Москвы. Во время Октябрьского вооружённого восстания в Москве 1917 член президиума Пресненского ВРК. С ноября 1917 г. председатель Пресненского Совета, член исполкома московского Совета, член пресненского райкома партии.

## Гражданская война
С октября 1919 г. член РВС 8 Армии Южного Фронта. В октябре 1919 — марте 1920 гг. пом. командующего 8 Армии. В апреле — сентябре 1920 г. зам. начальника Политуправления РВСР; одновременно комиссар Академии Генштаба. В ноябре — декабре 1920 г. член РВС 4 Армии Южного Фронта. Затем в распоряжении ЦК РКП(б).

## Послевоенное время
В марте — июле 1921 г. командующий войсками Орловского военного округа. В 1921—1924 гг. начальник отрядов особого назначения Республики (с ноября 1923 г. командующий ЧОН СССР), одновременно пом. начальника ГУВУЗа по политчасти и член Малого акад. военно-пед. совета (июль 1921 — февраль 1922 гг.). С июня 1924 г. начальник политуправления и член РВС Украинского военного округа. С ноября 1924 г. в резерве РККА. В 1925 г. окончил курсы усовершенствования высшего комсостава РККА. С 1927 г. в запасе. Работал начальником планово-финансовой части строительства Плесецкой железной дороги. На момент ареста проживал в Москве, Сивцев Вражек пер., д.16, кв.9. Беспартийный. Обвинение — 58 статья. Дата расстрела: 17 июня 1937 г. Похоронен на Донском кладбище. Реабилитирован 19.03.1957 г.